# Intoxicação escombroide
Intoxicação escombroide é uma intoxicação alimentar associada ao consumo de peixe estragado. É classificado como um intoxicação alimentar causada por frutos do mar, como a ciguatera. A toxina responsável pela intoxicação é a histamina, formada na carne do peixe que começa a apodrecer. A histamina é um hormônio envolvido nas reações alérgicas, de modo que essa intoxicação alimentar costuma ser idêntica a uma alergia alimentar.
O nome desta síndrome é referência a família de peixes escombrídeos, que inclui as cavalas, os atuns e os bonitos, porque nas primeiras descrições da doença, observou-se uma associação com as espécies. No entanto, os Centros de Controle e Prevenção de Doenças (CDC) identificaram que peixes de outras famílias, tais como mahi-mahi e albacora, também causam essa síndrome.
A intoxicação escombroide pode ser causada pelo manuseio inadequado dos peixes durante o armazenamento ou processamento. Cozinhar o peixe não previne essa doença, porque a histamina não é destruída em temperaturas normais de cozimento.

## Sintomas
Os sintomas ocorrem tipicamente por volta de 10 a 30 minutos posteriores a ingestão do peixe e são geralmente auto-limitados. Pessoas com asma são mais vulneráveis a problemas respiratórios, como chiado e espasmos brônquicos. No entanto, os sintomas podem demorar mais de duas horas após o consumo do peixe para aparecer. Geralmente duram cerca de 10 a 14 horas e raramente ultrapassam dois dias.

### Inicial
Os primeiros sinais dessa intoxicação são os mesmos de uma reacção alérgica grave com os seguintes sintomas:
- Rubor facial e transpiração
- Sabor apimentado na boca e na garganta
- Tontura
- Náusea e vômito
- Dor de cabeça
- Taquicardia
- Sintomas de gripe

### Sintomas adicionais
Os sintomas acima pode avançar para:
- Erupção cutânea (rash) em cara com coceira intensa
- Urticária pelo corpo[3]
- Edema generalizado
- Diarréia e cólica

### Grave
No pior dos casos, a intoxicação pode causar:
- Visão turva
- Dificuldades respiratórias
- Inchaço da língua

## Tratamento
O tratamento é na forma de cuidados sintomáticos de suporte. Se não há tontura, a vítima deve deitar com os pés elevados. Se não houver graves chiado respiratório, uma dose de adrenalina IM deve ser dada, de 0,5 a 1 ml em diluição de 1/1000 (padrão medico em emergências). Uma dose intravenosa de anti-histamínicos como a difenidramina podem ser usados, se necessário.